# الفرقة الثالثة (العراق)
الفرقة الثالثة هي واحدة من تشكيلات الجيش العراقي. كانت نشطة في عام 1941، وتم حلها مع باقي الجيش العراقي في عام 2003، ولكن أعيد تنشيطها بحلول عام 2005.

## تاريخها
قبل حلها في عام 2003، كانت الفرقة الثالثة السابقة واحدة من الفرق الأربعة الأصلية للجيش العراقي، حيث كانت نشطة في عام 1941 أثناء الحرب الأنجلو-عراقية. جاء النشاط الأكثر بروزًا للفرقة في الحرب في 22 مايو عندما شن لواء المشاة السادس التابع للفرقة هجومًا مضادًا ضد القوات البريطانية في الفلوجة وتم صده.
في يوليو 1958، أطاحت عناصر من الفرقة بالحكومة العراقية في الانقلاب العراقي عام 1958، وكان عبد الكريم قاسم قائد لواء المشاة العشرين (أو اللواء المدرع ) المتمركز بالقرب من بعقوبة. ومع ذلك، فإن الإطاحة الفعلية كانت بقيادة قائد كتيبة يدعى عبد السلام عارف، في لواء المشاة التاسع عشر.

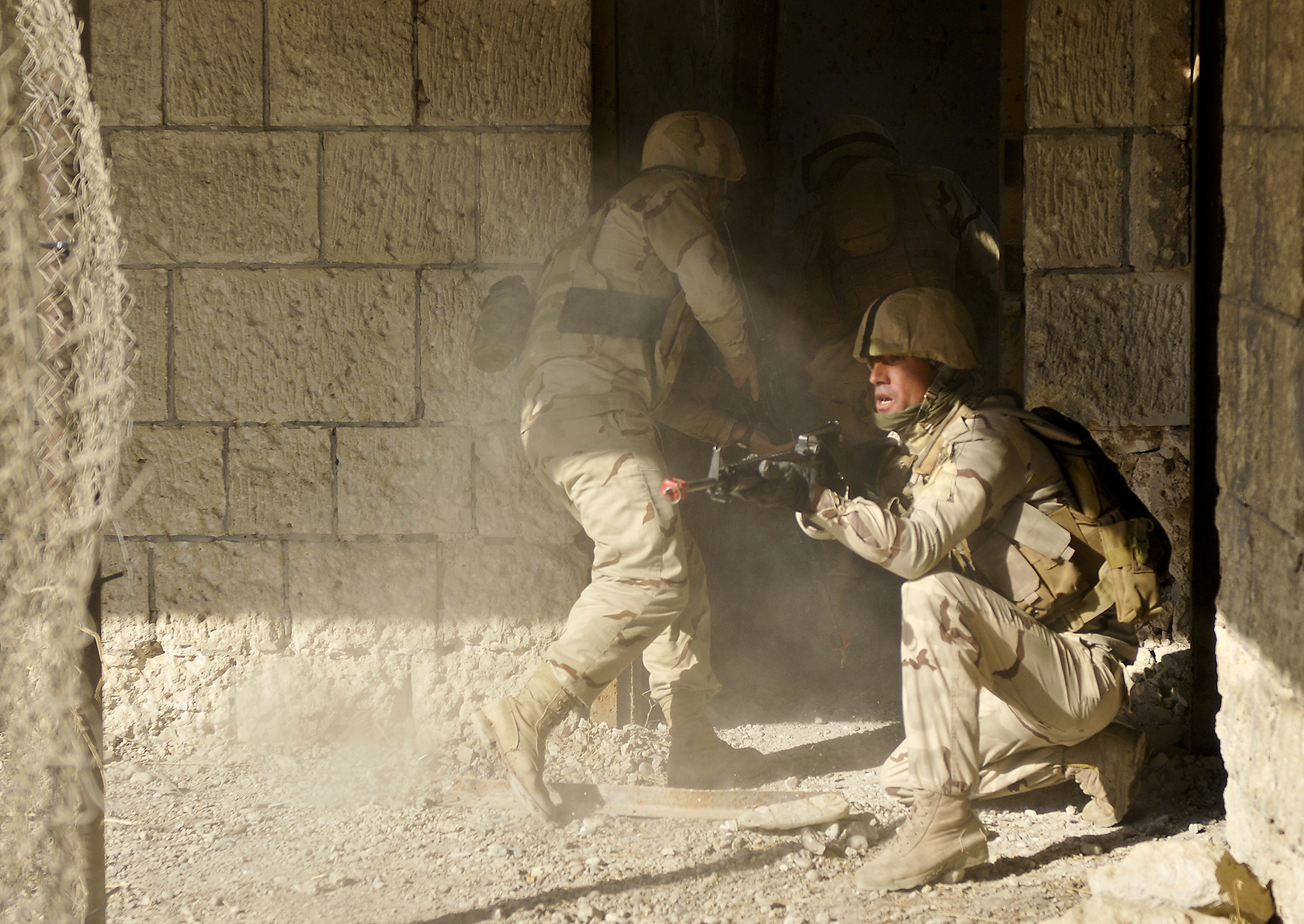
جنود من الفرقة الثالثة خلال تدريب عام 2011

في وقت ما في الخمسينيات أو الستينيات من القرن الماضي تم تحويل الفرقة إلى الفرقة المدرعة الثالثة، والتي تم نشرها في حرب 1967. كانت المشاركة العراقية في حرب 1967 محدودة وذلك بسبب رد الفعل البطيء للفرقة الثالثة المدرعة التي كانت تتمركز في شرق الأردن. لم تنظم الفرقة الثالثة المدرعة نفسها وتصل إلى خط المواجهة قبل أن يتوقف الأردنيون عن العمل. لاحقًا خلال أحداث أيلول الأسود في الأردن 1970، كانت الفرقة لا تزال متمركزة في شمال شرق الأردن. على الرغم من أن الأردنيين كانوا بحاجة إلى قوات لصد الغزو السوري ، إلا أنهم اضطروا إلى إبقاء اللواء 99 من الفرقة المدرعة الثالثة خارج الصراع حتى يتمكنوا من مشاهدة الفرقة العراقية. 
وشهدت الفرقة الثالثة المدرعة الخدمة في وقت لاحق في حرب يوم الغفران ، بقيادة العميد لفتة وعبد الجواد ضنون وتم نشرها إلى جانب اللواء 40 مدرع أردني. بحلول ذلك الوقت "كانت الفرقة هي وحدة النخبة في الجيش، وكان الضباط العراقيين يتنافسون بشغف على قيادتها". لكن الفرقة عانت من خسائر فادحة خلال الحرب، حيث فقدت أكثر من 157 دبابة و 278 قتيلاً و 898 جريحًا. تم تدمير اللواء الميكانيكي الثامن بشكل كامل في 13 أكتوبر في كمين نصبته أربعة ألوية مدرعة إسرائيلية في تل شعار، بين منطقتي مسكرة والنسيج.
قاتلت الفرقة فيما بعد في الحرب العراقية الإيرانية. انتقلت الدبابات والوحدات الميكانيكية من الفرقة المدرعة الثالثة إلى المحمرة في 30 سبتمبر 1980، في المراحل الأولى للمعركة الأولى للمدينة. تحركت إحدى القوات لاحتلال مسلخ، وقوة أخرى للاستيلاء على محطة السكة الحديد، وأخرى لتأمين ثكنات دج في منطقة طالقاني. وكان الحرس الثوري ينتظر العراقيين بأسلحة خفيفة وقذائف صاروخية وزجاجات مولوتوف. وفي الضواحي توقف الهجوم العراقي عندما واجه دبابات الزعيم. أدت الهجمات المضادة المحلية التي شنتها فرق باسداران المضادة للدبابات إلى عودة القوات العراقية في عدة نقاط. أشارت تقارير لاحقة إلى اقتتال داخلي بين الوحدات العراقية، وهو علامة على ضعف المجندين المدربين تدريباً سيئاً. كان الوزن الهائل لقوة الدبابات العراقية فعالاً ضد الفرق المضادة للدبابات ، ولكن عندما تم العثور على الدروع الإيرانية، أوقفت الهجمات الباردة. بعد قتال عنيف، احتل العراقيون لفترة وجيزة المسلخ ومحطة السكة الحديد ، لكنهم تم إعادتهم إلى مواقعهم السابقة في ضواحي المدينة. كان قائد الفرقة العميد جواد أسعد من بين القادة الذين أعدمهم صدام حسين بسبب الخسائر الفادحة في عملية القدس التي شنتها إيران.
قاتلت الفرقة أيضًا في حرب الخليج الثانية وعمليات التسعينيات وغزو العراق عام 2003. قبل حرب العراق بقليل ، كان جزءًا من الفيلق الثاني، على الحدود الإيرانية. وهي تتألف من اللواء السادس المدرع واللواء المدرع الثاني عشر واللواء الميكانيكي الثامن. تم حلها عندما تم حل القوات المسلحة العراقية رسميًا بموجب أمر سلطة التحالف المؤقتة رقم 2.

### بعد الغزو الأمريكي 2003
بعد إصلاحه بعد عام 2003 أصبح المقر الرئيسي للقسم في الكسك. كانت وحداته جزءًا من ثلاثة فرق أصلية من الجيش العراقي الجديد. اعتبارًا من يناير 2005، كانت الفرقة بقيادة الرائد خورشيد سليم حسن.
وشملت عملية التخرج "منتصف آذار 2005 في النعمانية جنود الكتيبة 13، اللواء الخامس، الفرقة الثالثة. وبلغ التخرج بالاشتراك مع جنود الكتيبتين 14 و 15 "3000 جندي جديد. "مع إعادة تنظيم الجيش العراقي ، أعيدت تسمية الكتيبة الثالثة عشرة ، الكتيبة الأولى ، اللواء الثاني ، الفرقة الثانية".
كانت معركة تلعفر (2005) واحدة من أولى العمليات الرئيسية للفرقة الجديدة. وأضاف أن القاعدة في العراق كانت تستخدم تلعفر كنقطة انطلاق للمقاتلين الأجانب الذين يدخلون العراق منذ أوائل عام 2005. نفذت الهجوم على المدينة فوج الاستطلاع المدرع الثالث ( فوج الفرسان المدرع الثالث) بقيادة العقيد إتش آر ماكماستر، ولوائين من الفرقة الثالثة بالجيش العراقي. كان ماكماستر قد أصدر تعليماته بإجلاء المدنيين من المدينة للسماح لقواته باستخدام المدفعية والمروحيات الهجومية للتغلب على تحصينات المتمردين المؤقتة. تجمعت مجموعات ربما تضم مئات المتمردين لشن هجوم مضاد على القوات الأمريكية والعراقية المتقدمة ".
تم نقل الفرقة الثالثة من سيطرة التحالف إلى قيادة القوات البرية العراقية في 1 ديسمبر 2006.
في عام 2014 تم وصف اللواء السادس من الفرقة الثالثة بأنه "خط الدفاع الأول عن الموصل" ضد داعش. وقالت رويترز إنه على الورق كان للواء 2500 جندي. كان الواقع أقرب إلى 500. كما عانى اللواء من نقص في الأسلحة والذخيرة ، بحسب ضابط صف. تم نقل المشاة والدروع والدبابات إلى الأنبار ، حيث قتل أكثر من 6000 جندي وفر 12000 آخرين. وبحسب الفريق مهدي الغراوي، قائد قيادة عمليات نينوى، فقد تركت الموصل بلا دبابات تقريبًا ومع نقص في المدفعية.
تقرير جين ديفينس ويكلي الأسبوعي 30 يوليو عن الأداء الضعيف للجيش العراقي ضد داعش أثناء الهجوم في شمال العراق خلال يونيو 2014 قال إن الفرقة، التي كانت تضم في ذلك الوقت الألوية 6 و 9 و 10 و 11 ، قد تم حلها أو تدميرها بالكامل تقريبًا في القتال. كان الاستثناء على ما يبدو هو الكتيبة الرابعة من اللواء العاشر ، التي كانت تدافع عن موقع خارج تلعفر في مطلع تموز / يوليو 2014.

## الوحدات التابعة لها
- مقر الفرقة ' ومكانها في شمالي الموصل في منطقة الكسك قرب قرية التميرات بالقرب من ناحية زمار التابعة لقضاء تلعفر
- اللواء الآلي السادس
- اللواء الآلي التاسع' ومقر اللواء يقع في قلعة تلعفر ومن ثم انتقل إلي قاعدة الكسك ومن ثم انتقل إلى مخازن عتاد بادوش قرية الزنازل.
- اللواء الآلي العاشر (أسود الصحراء) ومقره انتقل في تلعفر في القلعة الأثرية
- اللواء الآلي الحادي عشر ومقره في قضاء سنجار
- الفوج الثالث للمواصلات الآلية